# Mirosław Wiklik
Mirosław Wiklik (ur. 6 listopada 1964 w Słomnikach) – generał brygady Wojska Polskiego, zastępca Szefa Biura Bezpieczeństwa Narodowego (2022–2025)

## Życiorys
Pełnił służbę m.in. w 6. Brygadzie Powietrznodesantowej oraz Jednostce Wojskowej GROM. Służył jako dowódca kompanii bojowej w ramach Polskiego Kontyngentu Wojskowego w Kosowie. W latach 2006–2010 pełnił służbę w Biurze Bezpieczeństwa Narodowego.
W latach 2010–2017 pracownik Najwyższej Izby Kontroli. Zajmował stanowiska specjalisty kontroli państwowej w Departamencie Obrony Narodowej, wicedyrektora Delegatury w Gdańsku i głównego specjalisty kontroli państwowej w Delegaturze w Krakowie. 
30 listopada 2022 został mianowany na stopień generała brygady. 14 grudnia tego samego roku został zastępcą szefa Biura Bezpieczeństwa Narodowego. 5 sierpnia 2025 zakończył pełnienie funkcji w BBN.

## Odznaczenia
- Medal 100-lecia ustanowienia Sztabu Generalnego Wojska Polskiego (2018)[6]